# Ovétxkino
Ovétxkino (en rus: Овечкино) és un poble (un khútor) de l'óblast de Volgograd, a Rússia, segons el cens del 2010 tenia 344 habitants.